# Stănești (Gorj)
Stăneşti è un comune della Romania di 2608 abitanti, ubicato nel distretto di Gorj, nella regione storica dell'Oltenia.
Il comune è formato dall'unione di 10 villaggi: Alexeni, Bălani, Călești, Curpen, Măzăroi, Obreja, Pârvulești, Stănești, Vaidei, Vălari.